# 린드 수학 파피루스

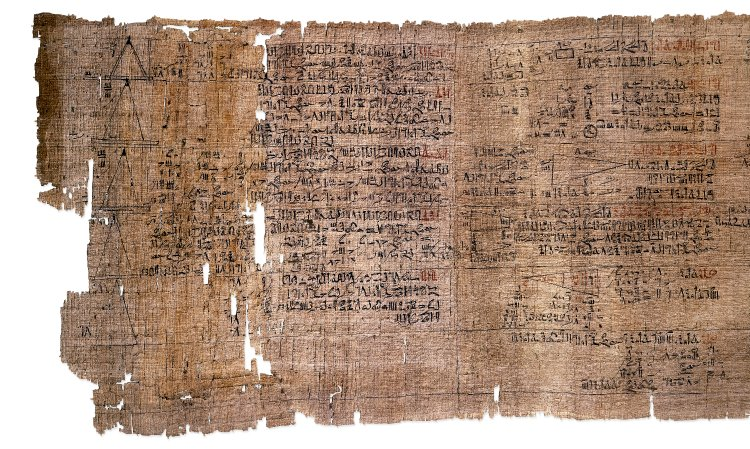
린드 수학 파피루스

린드 수학 파피루스(Rhind Mathematical Papyrus)는 고대 이집트 수학 체계를 정리한 파피루스 중 하나이다. 1858년 룩소르 근처에서 파피루스를 구입한 알렉산더 헨리 린드의 이름을 따서 린드 수학 파피루스라고 이름이 붙여졌다. 파피루스는 라메세움 근처에서 불법 발굴되었다. 약 기원전 1550년에 만들어진 것으로 추정된다. 대영박물관은 1865년 린드로부터 이집트 수학 가죽 두루마리와 함께 기증받았다. 대부분의 파피루스는 대영박물관에서 소장 중이고 일부분만 브루클린 박물관에서 소장되어 있다. 중앙의 18cm 부분은 사라졌다. 모스크바 수학 파피루스와 더불어 가장 유명한 수학 파피루스이다. 모스크바 파피루스가 린드 파피루스보다 오래되었지만 크기는 린드 파피루스가 더 크다.
린드 수학 파피루스는 이집트 제2중간기에 쓰여진 것으로 추정된다. 고대 이집트의 필경사인 아메스가 복사하였다. 신관문자로 쓰였고 한 부분에 33cm로, 모든 부분을 합치면 총 5m 이상이다. 파피루스는 19세기 후반부터 번역되었다. 수학적인 번역적 측면에서는 불완전한 부분이 남아있다.

## 같이 보기
- 수학사